# سقزچی (نیر)
سقزچی  روستایی است که در استان اردبیل، شهرستان نیر، بخش کوراییم، دهستان یورتچی غربی قرار دارد.
این روستا دارای دو آبگرم با نام های (ایستی سوئی) آب گرم ، و (دیبسیز گل) است . 
این روستا دارای باغ هایی زیبا است ، و هر ساله مسافران زیادی را در خود جای میدهد ، محبوبیت این روستا به دلیل آبگرم های آن است .  
سقزچی در فاصله ۴ کیلومتری از شهرستان نیر و در فاصله ی ۴۰ کیلومتری از استان اردبیل قرار دارد .
محمد معین امانی 1402

## جمعیت
بر اساس سرشماری سال ۱۳۸۵ جمعیت این روستا ۲۷۸ نفر با ۶۶ خانوار بوده‌است.